# Kaiirî, Hornostaiivka
Kaiirî (în ucraineană Каїри) este o comună în raionul Hornostaiivka, regiunea Herson, Ucraina, formată numai din satul de reședință.

## Demografie
Componența lingvistică a comunei Kaiirî
     Ucraineană (94,78%)
     Rusă (4,82%)
     Alte limbi (0,09%)
Conform recensământului din 2001, majoritatea populației comunei Kaiirî era vorbitoare de ucraineană (94,78%), existând în minoritate și vorbitori de rusă (4,82%).